# Кули, Расти
Расти Кули (англ. Rusty Cooley; 27 апреля 1970) — американский гитарист, известный своей высококлассной техникой игры. Считается одним из самых быстрых гитаристов США и мастером «гитарного шреда». Журнал Guitar Player назвал его «выдающимся музыкантом постмальмстиновского витка развития шреда»

## Биография

### Ранние годы
Расти получил свою первую гитару и усилитель (гитара Peavey T27 и усилитель Peavey Decade) на 15-й день рождения. С того дня Расти Кули погрузился в музыку, практикуясь по меньшей мере 4 часа в день. Расти брал гитарные уроки до тех пор, пока не разочаровался в местных учителях гитары. Он решил заняться самообучением. Он занимался по книгам Дуга Маркса «Metal Method», Теда Грина «Chord Chemistry» и «Modern Chord Progressions». В качестве музыкантов, оказавших на него влияние в ранние годы, указывает Рэнди Роадса, Ингви Мальмстина, Стива Вая, Пола Гилберта, Винни Мура, Тони Макалпина.
Спустя три года после начала игры на гитаре он стал гитарным инструктором в магазине музыкальных инструментов, где он купил свою первую гитару.
После окончания школы Расти поступил в местный колледж по направлению музыкальной теории.

### Сольная карьера
Расти Кули был неудовлетворён местными музыкантами и начал сольную карьеру в начале 1996. Также он начал играть на 7-струнной гитаре, эксклюзивной по тем временам. Его дебютный альбом Rusty Cooley был выпущен в 2003 на лейбе Lion Music.

### В настоящее время
Кули сотрудничает с ProTone Pedals, тестируя их новую подписную distortion-педаль Джейсона Беккера, в то время как сам Беккер болен, и не может более играть на гитаре. ProTone Pedals выложили несколько видео на YouTube, где Расти тестирует прототип педали. Один из видеороликов содержит комментарий Кули, в котором он говорит, что работа над этой педалью была честью для него. ProTone Pedals также начали недавно работать над подписной педалью Расти Кули. Кули совместно с Dean Guitars работал над созданием подписной 7-струнной гитары, несколько выпущенных версий которой в настоящий момент уже выпущено. Основной работой Расти был второй альбом метал-группы «Austrian death machine» под названием «Double brutal». В настоящее время Кули работает с другой группой, «Day of Reckoning»(http://www.reverbnation.com/dayofreckoning)

## Преподавательская деятельность
Расти стал давать уроки игры на гитаре с третьего года своего собственного обучения. Он также выпустил 5 обучающих материалов, сделал уроки для журналов, и опубликовал много уроков на сайтах, таких как Shredaholic. Кроме того, он преподавал на национальном гитарном семинаре три раза (1996, 1997, 1998). Расти имеет много успешных учеников, таких как Крис Стори (в прошлом играл в All Shall Perish), Мика Рот (член группы Hybreed) и др.

## Оборудование
На данный момент Расти пользуется гитарами Dean Guitars, звукоснимателями EMG Pickups, педалями эффектов Morley Pedals и Maxon, струнами GHS strings и усилителями Peavey.
В прошлом использовал Jackson Guitars и Ibanez Guitars.
Его подписная модель от Dean guitars была представлена в начале 2007 года. Она имела корпус типа супер-страт с модифицированным нижним рогом (для более удобной игры в высоких позициях), звукосниматели EMG 707, трёхпозиционный переключатель и регулятор громкости.
В 2011 Dean guitars выпустили 8-струнную версию этой гитары, названную «Dean RC-8». Она имеет схожую с 7-струнной версией конструкцию, но с расположенными «веером» верхними ладами и со звукоснимателями EMG 808.

## Дискография

### Музыка
- Rusty Cooley — Rusty Cooley (2003, Lion Music)
- Book of Reflections — Book of Reflections (2004, MCD, Lion Music)
- Outworld — Outworld (2006, Replica Records)
- All Shall Perish — Awaken the Dreamers (2008, Nuclear Blast, guest)
- Austrian Death Machine — Double Brutal (2009, Metal Blade Records, guest)
- Derek Sherinian — Molecular Heinosity (2009, InsideOut Music, guest)[9]
- The Sean Baker Orchestra — Baker’s Dozen (2009, Lion Music, guest)
- After the Burial — In Dreams (2010, Sumerian Records, guest)[10]
- Rings of Saturn — Infused (2014, Unique Leader Records, guest)[11]

### Обучающая продукция
- Shred Guitar Manifesto (2000, DVD, Chops From Hell)
- Extreme Pentatonics (2001, DVD, Chops From Hell)
- The Art of Picking (2001, DVD, Chops From Hell)
- Rusty Cooley Performance/Clinic (2003, DVD, Chops From Hell)
- Rusty Cooley Performance/Clinic 2 (2003, DVD, Chops From Hell)
- Basic Training (2007, DVD, Chops From Hell)
- Rusty Cooley Fret Board Autopsy — Scales, Modes & Patterns Level 1 (DVD, 2008, Rock House Method)
- Rusty Cooley, Fret Board Autopsy — Scales, Modes & Patterns Level 2 (DVD, 2008, Rock House Method)
- Arpeggio Madness: Insane Concepts & Total Mastery (DVD, 2011, Rock House Method)

### Появление на телевидении
- Stay Tuned
- Metallurgy Live
- Metallurgy Unplugged
- World Class Guitar Techniques
- Robb’s Metal Works
- Rusty Cooley’s Guitar Asylum TV